# Frederick Thesiger, 1. vikomt Chelmsford
Frederick Thesiger, 1. vikomt Chelmsford (Frederick John Napier Thesiger, 1st Viscount Chelmsford, 3rd Baron Chelmsford) (12. srpna 1868, Londýn, Anglie – 1. dubna 1933, Londýn, Anglie) byl britský státník a koloniální administrátor. Původně byl právníkem a členem městské rady v Londýně, později byl guvernérem ve dvou provinciích v Austrálii a nakonec místokrálem v Indii (1916–1921). V roce 1921 získal titul vikomta a kariéru zakončil jako ministr námořnictva. Politicky patřil ke konzervativcům. Prostřednictvím své manželky byl příbuzným Winstona Churchilla.

## Kariéra
Pocházel z německé rodiny s obchodními aktivitami v koloniích, byl synem generála a vrchního velitele v jižní Africe Fredericka Thesigera, 2. barona Chelmsforda (1827–1905). Studoval ve Winchesteru a na Oxfordu, poté působil jako právník, byl členem městské rady v Londýně a v letech 1904–1905 členem školské rady v Londýně, souběžně sloužil v armádě a dosáhl hodnosti kapitána. V roce 1905 po otci zdědil titul barona a vstoupil do Sněmovny lordů.
V letech 1905–1909 byl guvernérem v australské provincii Queensland, v letech 1909–1913 guvernérem v Novém Jižním Walesu. Od prosince 1909 do ledna 1910 byl úřadujícím generálním guvernérem v Austrálii. V roce 1913 se vrátil do Anglie, na počátku první světové války odešel jako důstojník do Indie, kde rychle dosáhl vzestupu a v letech 1916–1921 byl indickým generálním guvernérem a místokrálem, od roku 1916 byl též členem Tajné rady, v armádě dosáhl hodnosti plukovníka. V Indii podpořil reformy, které poskytly Indům větší podíl na státní samosprávě, zároveň se ale snažil o udržení britské nadvlády v celé jihovýchodní Asii. Po návratu do Anglie byl povýšen na vikomta (1921), poté byl předsedou státní komise pro podporu důlního průmyslu (1923-1924). V roce 1924 se v labouristické vládě stal prvním lordem admirality, i když sám nebyl členem Labouristické strany a celoživotně inklinoval ke konzervativcům. Po pádu labouristického kabinetu odešel do soukromí. Na čtyřech britských univerzitách získal čestný doktorát.

## Rodina
Jeho manželkou byla od roku 1894 Frances Guest (1873-1957), z bohaté průmyslnické rodiny z Walesu, dcera 1. barona Wimborna a sestřenice Winstona Churchilla. Starší syn Frederick (1896–1917) padl za první světové války, tituly zdědil mladší syn Andrew (1903–1970). Dcera Joan (1895–1971) byla manželkou Sira Alana Lascellese, dlouholetého tajemníka Jiřího VI. a Alžběty II. Současným nositelem titulu je Frederick Thesiger, 4. vikomt Chelmsford (*1962).